# Dukas (historyk)
Dukas (gr.:Δούκας, Doukas) (ur. ok. 1400, zm. ok. 1470) – bizantyński historyk, autor dzieła historycznego przedstawiającego historię Bizancjum w latach 1341–1462.

## Życie
Ani imię Dukasa, ani miejsce jego urodzenia nie są znane. Możliwe, że po dziadku nosił imię Michał. Prawdopodobnie wychowywał się na dworze tureckiego emira Efezu Isa Beya Aydina. W 1421 roku został sekretarzem genueńskiego podesty Giovanniego Adorna, dla którego prowadził korespondencję dyplomatyczną z sułtanem Muradem II. W późniejszym czasie został zatrudniony na dworze genueńczyka Dorina Gettilusia na Lesbos. Posiadał własny dom na Nea Phokei. Po upadku Konstantynopola przybył do zdobytego miasta i mógł na własne oczy zobaczyć zniszczenia wojenne. Sprawował liczne funkcje dyplomatyczne: podejmował admirała tureckiego w Mitylenie na Lesbos, dwukrotnie jeździł w imieniu syna Dorina, Domenica Gettilusia z daninami na dwór sułtana Mehmeda II – w 1455 roku do Adrianopola, a w 1456 roku do Konstantynopola. Przeżył zdobycie Lesbos przez Turków w 1462 roku. O jego dalszych losach nic nie wiadomo.

## Dzieło
Dzieło historyczne Dukasa przetrwało w jednym rękopisie, bez tytułu oraz pierwszych i ostatnich foliów. Obejmuje ono dzieje Bizancjum od 1341 do 1462 roku. Zostało przez autora poprzedzone skrótowym przedstawieniem dziejów ludzkości od praojca Adama oraz genealogią cesarzy bizantyńskich do 1204 roku. Praca Duakasa zawiera obszerny ekskurs o dziejach Turków od 1204 do 1359 roku, ze szczególnym uwzględnieniem losów sułtanatu osmańskiego. Dukas przedstawił dokładnie historię trzech ostatnich Paleologów: Manuela II, Jana VIII i Konstantyna XI i doprowadził ją do zdobycia przez Turków wyspy Lesbos w 1462 roku. Przyczyn upadku Cesarstwa Bizantyńskiego upatrywał w karze Bożej za grzechy jego mieszkańców.
W swojej pracy Dukas reprezentuje progenueński punkt widzenia. Jest też namiętnym obrońcą unii kościelnej, występującym gwałtownie przeciw swoim rodakom nie podzielającym jego punktu widzenia. Pisząc swoje dzieło korzystał z własnych doświadczeń dyplomaty na dworach genueńskich, z naocznych świadków greckich i tureckich i z włoskich dokumentów, do których miał dostęp na Lesbos. Wykorzystał również prace swoich poprzedników: Niketasa Choniatesa, Nikefora Gregorasa i Jana Anagnostesa oraz prace historyków włoskich i tureckich. Jego dzieło stanowi kontynuację Historii współczesnej Gregorasa i Dziejów Jana Kantakuzena.
Dukas pisał żywym językiem ludowym, z wielką dbałością o prawidłową transliterację imion tureckich i włoskich. Jego opisy tureckiego szturmu na Konstantynopol, plądrowania zdobytego miasta, spustoszenia Smyrny pełne są dramatycznego wyrazu. Narrację Dukas urozmaica dialogami i mowami, cytatami ze Starego Testamentu. Wprowadza efektowne paralele np. pomiędzy losem Konstantynopola i zburzonej przez Rzymian Jerozolimy, porównania mitologiczne i przysłowia ludowe.
Historia Dukasa zachowała się w niekompletnym rękopisie greckim z XV/XVI wieku. Zachował się również przekład włoski z XV wieku stanowiący cenne uzupełnienie dla oryginału greckiego